# Ołeksij Barkałow
Ołeksij Stepanowycz Barkałow (ukr. Олексій Степанович Баркалов), Aleksiej Stiepanowicz Barkałow (ros. Алексей Степанович Баркалов), (ur. 18 lutego 1946 w Wwiedence, zm. 9 września 2004 w Kijowie) – radziecki piłkarz wodny. Trzykrotny medalista olimpijski.
Brał udział w czterech igrzyskach (IO 68, IO 72, IO 76, IO 80), na trzech zdobywał medale. W 1968 reprezentanci ZSRR zajęli drugie miejsce, cztery lata później triumfowali. Ponownie po złoto sięgnęli w 1980. W 1975 został mistrzem świata, w 1973 wicemistrzem globu. Był złotym medalistą mistrzostw Europy w 1970, srebrnym medalistą tej imprezy w 1974.
W 1993 został przyjęty do International Swimming Hall of Fame.